# Coclop
Els coclops (Cochlops) són un gènere extint de mamífers cingulats de la família dels clamifòrids (o, segons altres classificacions, dels peltefílids) que visqueren a Sud-amèrica durant el Miocè inferior, fa entre 16,3 i 21 milions d'anys. Se n'han trobat restes fòssils a les províncies argentines de Chubut i Santa Cruz. Segons un estudi de l'anatomia dental i mandibular de diversos gliptodontins publicat el 2011, devia tenir una dieta més aviat generalista i ocupar hàbitats relativament oberts. El nom genèric Cochlops significa ‘aspecte de caragol’ i es refereix al patró que mostren les plaques de la cuirassa.